# Mistrovství světa v krasobruslení 1896
Mistrovství světa v krasobruslení 1896 se konalo 9. února 1896 v Sankt-Petěrburgu v Rusku. Bylo to první MS v krasobruslení v historii.
V roce 1895 založila Mezinárodní bruslařská unie Výbor Mistrovství světa v krasobruslení, který sestával z pěti členů. Tento výbor byl pověřen vytvořením a prezentace pravidel krasobruslení.
Gilbert Fuchs z Německa zde vyhrál titul mistra světa, Gustav Hügel z Rakouska skončil druhý a Georg Sanders z Ruska třetí.

## Výsledky

### Muži
| Pořadí | Jméno            | Stát     |
| ------ | ---------------- | -------- |
| 1      | Gilbert Fuchs    | Německo  |
| 2      | Gustav Hügel     | Rakousko |
| 3      | Georg Sanders    | Rusko    |
| 4      | Nikolaj Poduskov | Rusko    |

### Rozhodčí
- C. Korper von Marienwert  Rakousko
- H. Kurtén  Finsko
- Georg Helfrich  Německo
- P. E. Wolf  Rusko
- A. Ivashenzov  Rusko